# Physocleora taeniata
Physocleora taeniata là một loài bướm đêm trong họ Geometridae.